# Équipe de Catalogne féminine de basket-ball
Cet article traite de l'équipe féminine. Pour l'équipe masculine, voir Équipe de Catalogne de basket-ball .
Maillots
Actualités
L'équipe de Catalogne de basket-ball féminin est la sélection des meilleures joueuses catalans de basket-ball. Elle est placée sous l'égide de la Fédération Catalane de basket-ball (En espagnol: Federação Catalã de Basquetebol) (En catalan: catalão:Federació Catalana de Basquetbol). 

## Palmarès
Tournoi des Nations féminin (Copa de les Nacions de bàsquet femení)
- 2008 :  1er
- 2009 : 4e[2],[3]
- 2010 :  1er[4],[5]
- 2011 :  1er

## Matchs
| Date        | Victoire    | Défaite     | Résultat | Hote                         |
| ----------- | ----------- | ----------- | -------- | ---------------------------- |
| 16 mai 2008 | Catalogne   | Portugal    | 75-50    | Saint-Jacques-de-Compostelle |
| 17 mai 2008 | Catalogne   | Galice      | 66-51    | Saint-Jacques-de-Compostelle |
| 22 mai 2009 | Pays basque | Catalogne   | 61-56    | La Seu d'Urgell              |
| 23 mai 2009 | Catalogne   | Galice      | 63-50    | La Seu d'Urgell              |
| 22 mai 2010 | Catalogne   | Lituanie    | 79-52    | Durango (Biscaye)            |
| 23 mai 2010 | Catalogne   | Galice      | 76-52    | Durango (Biscaye)            |
| 14 mai 2011 | Catalogne   | Galice      | 78-58    | Getxo                        |
| 15 mai 2011 | Catalogne   | Pays basque | 55-48    | Getxo                        |